# Bolaji Badejo
Bolaji Badejo, né le 23 août 1953 à Lagos (Nigeria) et mort le 22 décembre 1992 dans la même ville, est un acteur nigérian dont l'unique rôle connu est celui de la créature extraterrestre du film Alien de Ridley Scott.

## Biographie
Né au Nigeria en 1953, Bolaji Badejo suit ses parents en Éthiopie où il étudie les beaux-arts, puis reste trois ans aux États-Unis, à San-Francisco. Il part ensuite à Londres étudier le design graphique, où il est enrôlé pour porter le costume de la créature xénomorphe.
Des admirateurs de la saga Alien tentent de retrouver sa trace après le tournage d'Alien, le premier film de la franchise et le seul dans lequel il soit crédité. Sa quasi-disparition après cet unique rôle au cinéma a donné lieu à de nombreux articles et rumeurs diverses (suicide, exil...) qui formaient la base d'un « mystère Bolaji Badejo ».
Il meurt le 22 décembre 1992 à Lagos, au Nigeria, d'une drépanocytose. Il mesurait 2,08m.

## Le huitième passager d'Alien
Bolaji Badejo aurait été repéré dans un pub de Londres en 1978 par l'agent Peter Archer pour sa démarche particulière et son physique atypique, mesurant 2 mètres 08 pour un tour de taille très fin. Le réalisateur Ridley Scott le compara à la sculpture de Giacometti, L'Homme qui marche.

« Au dernier stade de la transformation de la bête, j'aurais voulu employer un robot électronique, dit [Ridley] Scott. Mais cela aurait coûté trop cher. Finalement, nous avons trouvé un étudiant noir de la tribu des Masaï, Bolaji Badejo, 2,10 m, un corps filiforme et une démarche de danseur. »

— L'Express no 1469, 1er septembre 1979.
L'acteur est enrôlé dans le film Alien pour endosser le costume de la créature conçu par Hans Ruedi Giger sur ses mesures, le but recherché étant que le spectateur ait l'impression qu'aucun être humain ne puisse se trouver à l'intérieur.
Dans une interview au magazine Cinefantastique (la seule qu'il ait accordé), Boladji Badejo regrette qu'on ne puisse pas le reconnaître en tant que l'acteur d'Alien, mais ajoute qu'en repensant à Boris Karloff, Christopher Lee ou d'autres acteurs qui ont commencé leur carrière en jouant des monstres, avoir joué le rôle du xénomorphe le satisfait suffisamment.
Son nom apparait au générique avec les cascadeurs, la voix de l'ordinateur et la société de dressage d'animaux de cinéma.

## Filmographie
- 1979 : Alien de Ridley Scott - La créature xénomorphe
- 1999 : The Alien Legacy (documentaire) - Lui-même
- 2003 : The Beast Within: The Making of 'Alien' (documentaire) - Lui-même